# Lê Quang Thiết
Lê Quang Thiết (1895 – ?) là quan lại nhà Nguyễn và chính khách Quốc gia Việt Nam.

## Tiểu sử

### Thân thế
Lê Quang Thiết sinh năm 1895 trong một gia đình quan lại triều Nguyễn lâu đời tại Huế, Trung Kỳ, Liên bang Đông Dương. Mẫu thân là con gái của Hồ Đắc Trung.

### Sự nghiệp chính trị
Thuở nhỏ ông học ở Hà Nội, lớn lên ông làm công chức chính quyền thuộc địa Trung Kỳ vào năm 1920. Năm 1935, ông vào làm quan nội các triều Nguyễn. Năm 1940, với vai trò đại diện cấp cao nhất của triều đình Huế, ông được biệt phái sang Tòa Chính trị Phủ Toàn quyền Đông Dương tại Hà Nội. Từ năm 1942 đến năm 1947, ông giữ chức vụ hành chính cấp tỉnh. Sau đó chuyển sang làm Giám đốc Nha Thông tin Trung Việt vào năm 1947. Dưới thời Quốc gia Việt Nam, ông trở thành Phụ tá Thủ hiến Trung Việt vào năm 1950 và là Đại diện Hoàng triều Cương thổ tại Trung Việt vào năm 1951. Về sau ông thay thế Trần Văn Lý lên làm Thủ hiến Trung Việt từ năm 1952 đến năm 1953 thì từ chức.

### An ninh và giáo dục
Ngày 16 tháng 8 năm 1952, Lê Quang Thiết khi đang giữ chức Thủ hiến Trung Việt đã cho thành lập Nghĩa dũng đoàn Trung Việt, tại mỗi tỉnh có chi đoàn Nghĩa dũng, mà nhiệm vụ là "lưu động tại các thôn xã để tìm biết và cản phá kịp thời các tổ chức và hoạt động của cộng sản". Ngoài ra ông còn ký công văn số 3214-VP-SV đồng ý cho mở lớp đệ thất vào ngày 7 tháng 8 năm 1952. Đây là nền móng ban đầu của việc sẽ thiết lập bậc trung học công lập tại Đà Nẵng.

### Cuối đời
Sau khi giã từ chính trường không rõ cuối đời ông ra sao và mất vào lúc nào.

## Gia đình
Vợ ông tên là Nguyễn Phúc Lương Diên, con gái của vua Thành Thái. Ngoài ra Lê Quang Thiết còn là bác ruột của Lê Thị Phi Ánh, thứ phi của vua Bảo Đại.
- Con trai ông là giáo sư, tiến sĩ Lê Quang Long (1925–2017).[8][9]